# ZX Lprint
ZX Lprint je interface pro připojení tiskárny k počítačům Sinclair ZX Spectrum. Výrobcem interface byla britská společnost Euroelectronics. Interface existuje ve třech verzích: ZX Lprint, ZX Lprint II a ZX Lprint III. První verze interface ZX Lprint se na trhu objevila dříve, než Sinclairův ZX Interface 1.

## ZX Lprint
ZX Lprint umožňuje připojit k počítači ZX Spectrum jakoukoliv tiskárnu s rozhraním Centronics. S pomocí interface je možné tisknout jakýkoliv počet znaků na řádku. Interface lze využít pomocí standardních příkazů LPRINT a LLIST bez nutnosti nahrávání jakéhokoliv programu, pro vytisknutí kopie obrazovky (COPY) byl s interfacem dodáván speciální program.
Interface nemá průchozí systémový konektor ZX Spectra, takže případné další periférie musí být zapojeny mezi počítač a interface. Interface má vlastní ROM, která obsahuje potřebný software pro provoz interface kromě software pro kopii obrazovky. Software je umístěn v nevyužité části Sinclairovy ROM. Interface při tisku ignoruje grafické znaky, jak předdefinované tak uživatelem definované, a podtržení. Tyto znaky jsou při tisku vynechávány, není místo nich tisknuta mezera, do kterých by bylo možné vynechanou grafiku dokreslit ručně. Pomocí ASCII znaku 5 (CHR$ 5) lze přepnout na režim, kdy znaky s jakýmkoliv ASCII kódem je přímo poslán tiskárně, pomocí ASCII znaku 4 (CHR$ 4) lze provést přepnutí zpět na režim, kdy je Sinclairova znaková sada překládána (pro tisk klíčových slov a omezení tisku řídicích kódů, které počítač ZX Spectrum používá specifickým způsobem). Příkaz LLIST nedodržuje 32sloupcový formát jako na obrazovce.

## ZX Lprint II
ZX Lprint II, označovaný také jako ZX Lprint MkII a ZX Lprint Mk2, už má software pro tisk kopie obrazovky obsažen v ROM. Software podporuje tisk kopii obrazovky na tiskárnách Epson, Star DP510, Star DP515 a Shinwa CP80, alternativně dostupné software pak na tiskárnách Seikosha GP100, Seikosha GP250X, tiskárnách Microline a pro tisk barevné kopie obrazovky na plotrech Tandy CGP-115 a Tandy MCP40.
ZX Lprint Mk1 a ZX Lprint Mk2 na rozdíl od pozdější varianty nejsou kompatibilní se ZX Interface 1, pro zajištění kompatibility k nim byl dodáván conversion kit. Tento kit ale pouze zajišťoval odpojení ZX Lprintu od sběrnice, pokud se pracovalo se ZX Microdrive, takže např. tisk adresáře ZX Microdrive na tiskárně připojené přes ZX Lprint nebyl možný.

## ZX Lprint III
ZX Lprint III kromě připojení paralelních tiskáren pomocí konektoru Centronics nabízí i sériový port RS-232. Je-li interface nastaven do grafického režimu tisku, je možné tiskout i předdefinované grafické znaky blokové grafiky i uživatelem definované grafické znaky, je tedy možné tisknout veškeré znaky ze znakové sady ZX Spectra. Mezi podporované tiskárny přibyly Epson JX80 a Seikosha GP700, včetně možnosti tisku barevné kopie obrazovky na druhé z nich. Na tiskárnách Epson a s nimi kompatibilních je možné tisknout kopii obrazovky ve dvou rozměrech. Interface je ovládán pomocí standardních příkazů LPRINT, LLIST a COPY. Společně s interfacem Kempston E byl tiskový interface ZX Lprint III doporučován tvůrcům grafiky.

### Nastavení režimu tisku
- LPRINT CHR$ 0; CHR$ 0 – textový režim,
- LPRINT CHR$ 0; CHR$ 1 – Seikosha GP250X,
- LPRINT CHR$ 0; CHR$ 2 – Seikosha 100A,
- LPRINT CHR$ 0; CHR$ 3 – Star DP510, Gamini a STX 80,
- LPRINT CHR$ 0; CHR$ 4 – Waltere WM80, Shinwa, CTI CP80,
- LPRINT CHR$ 0; CHR$ 5,
- LPRINT CHR$ 0; CHR$ 6 – Microline 80 a 82 a kompatibilní, CG115 a МСР ve 4 barvách,
- LPRINT CHR$ 0;"S" – přepnutí na tisk pomocí RS-232,
- LPRINT CHR$ 0;"C" – přepnutí na tisk pomocí Centronics.
- LPRINT CHR$ 1,n – n určuje kolik následujících znaků se bude interpretovat jako příkazy pro tiskárnu (n může být od 1 do 8),
- LPRINT CHR$ 2 – při tisku znaku CR se nepřechází na nový řádek,
- LPRINT CHR$ 3 – při tisku znaku CR se automaticky přejde na nový řádek,
- LPRINT CHR$ 4,
- LPRINT CHR$ 5,
- POKE 23697,počet znaků na řádek,
- POKE 23728,rychlost sériového přenosu.

### Používané porty
ZX Lprint používá ke své činnosti 2 porty:
| desítkově | šestnáctkově | dekódování | význam                                    |
| 251       | FB           | 1xxxx0xx   | připojení ROM ZX Lprint III, tisková data |
| 123       | 7B           | 0xxxx0xx   | odpojení ROM ZX Lprint III                |